# Quando chiama uno sconosciuto
Quando chiama uno sconosciuto (When a Stranger Calls) è un film thriller del 1979, diretto da Fred Walton ed interpretato da Carol Kane e Charles Durning.
Seguito nel 1993 da Lo sconosciuto alla porta, dallo stesso regista e con lo stesso cast. Nel 2006 è stato realizzato un remake intitolato Chiamata da uno sconosciuto.

## Trama
Jill Johnson è una giovane studentessa che fa la babysitter a due bambini, i cui genitori decidono di trascorrere una serata al ristorante. Poco dopo aver messo i due bambini a letto, il telefono squilla. Una voce maschile sconosciuta domanda in continuazione a Jill se ha controllato i bambini. Jill realizzerà di non essere più al sicuro da sola in casa.